# スルチ川 (ウクライナ)

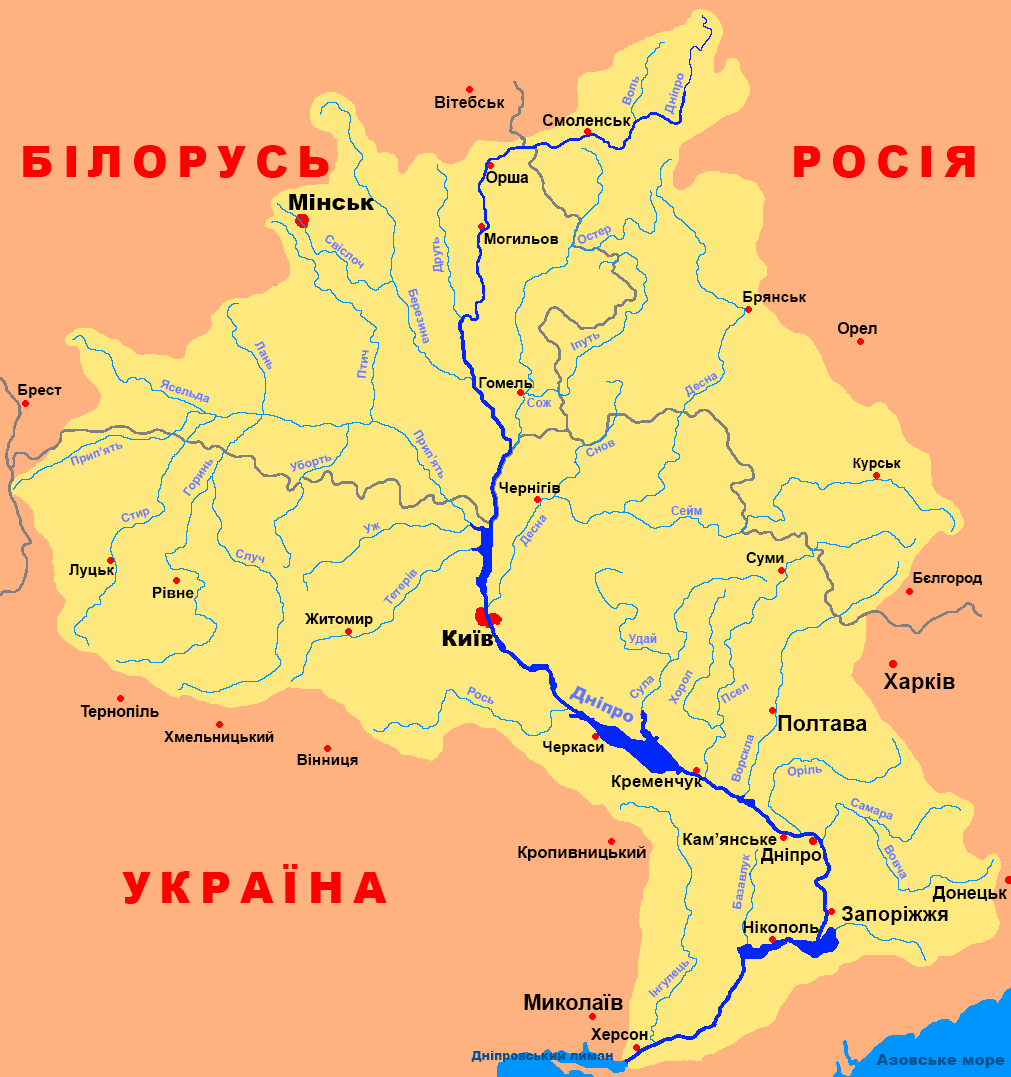
ドニエプル川水系地図。Случ：スルチ川

スルチ川（スルチがわ、ウクライナ語: Случ）はウクライナ・フメリニツキー州、ジトーミル州、リウネ州を流れる河川である。
ホルィニ川右岸に注ぐ支流であり、全長451km、うち290kmは航行可能である。流域面積は13800km²、中流での水量はおよそ45m³/秒。ポジーリャ高地(en)のアヴラトィン村(ru)を水源とし、ポリーシャ低地(en)へと流れる。水流は主に雨雪からなり、12月から3月にかけては凍結する。
流水の一部は飲料水として活用され、上流には小型の水力発電所が設置されている。リウネ州内で、河岸域の一部はソコルィニ山景観保護区(ru)となっている。
スルチ川沿いの市にはスタロコステャントィニウ、ノヴォグラード・ヴォルィンシクィー、サルヌィ等がある。